# Жуковляни
Жуковля́ни (рос. Жуковляне) — присілок у складі Котельницького району Кіровської області, Росія. Входить до складу Александровського сільського поселення.
Населення становить 1 особа (2010, 4 у 2002).
Національний склад станом на 2002 рік — росіяни 100 %.